# El Brujo (sitio arqueológico)
El Brujo es uno de los complejos arqueológicos más importantes y antiguos de la costa norte del Perú. Está conformado principalmente por la Huaca Prieta, la Huaca Cao Viejo y la Huaca Cortada.
Está ubicado en el valle del río Chicama, en el distrito de Magdalena de Cao, provincia de Ascope, departamento de La Libertad, a unos 60 km al norte de la ciudad de Trujillo. Se encuentra abierto al público desde el 12 de mayo de 2006. En este complejo arqueológico se encontró la tumba y el cuerpo momificado de una mujer de élite mochica llamada la Señora de Cao.

## Centro ceremonial
Este complejo es un antiguo centro ceremonial donde se puede contemplar el legado de 5000 años de ocupación por el ser humano, desde los nómadas cazadores recolectores, posteriormente por las culturas cupisnique, moche, lambayeque, chimú, inca, la época colonial y hasta el presente.

## Secuencia cultural
Su continua construcción es una sucesión de secuencias culturales distintas que se fueron asentando en el lugar desde hace cinco mil años en la época pre cerámica hasta su extinción en la época de la presencia española.

## Estudios
La Huaca Prieta fue estudiada por el arqueólogo estadounidense Junius Bird entre 1946 y 1947. Su descubrimiento significó un hito fundamental en la historia de la arqueología peruana. Sus restos fueron los primeros en ser sometidos a la novedosa técnica de datación por radiocarbono, para precisar su antigüedad. Esta, calculada en 2500 a. C., conmocionó la cronología arqueológica peruana, pues se trataba de los restos más antiguos del periodo pre-cerámico o arcaico, es decir, inmediatamente antes de la aparición de la alta cultura. Hasta entonces, los restos culturales más antiguos no sobrepasaban los 1200 a. C. y eran asociados a la cultura chavín.
El complejo del periodo moche (Huaca Cao Viejo y Huaca Cortada) es estudiado desde los años 1990 por el Proyecto Arqueológico Complejo El Brujo (PACEB), a cargo del arqueólogo Régulo Franco, con el auspicio de la Fundación Augusto N. Wiese, el Instituto de Cultura La Libertad y la Universidad Nacional de Trujillo.
Hasta entonces, Cao Viejo era solo un montículo abandonado, que pronto fue cobrando valor, merced a los hallazgos arqueológicos que permitieron ampliar más los conocimientos sobre la cultura moche.

## Arquitectura
Este complejo arqueológico tiene tres monumentos principales:

### Huaca Prieta

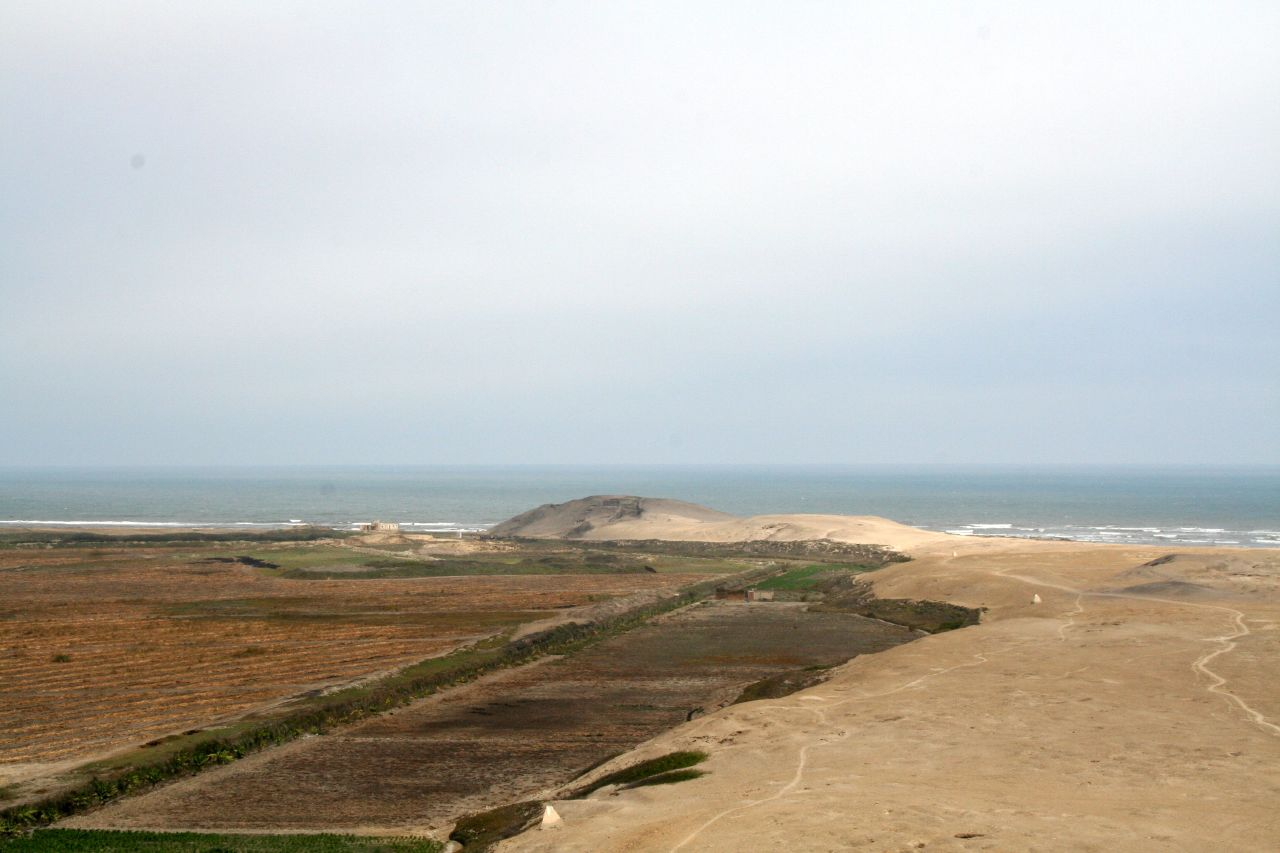
Huaca Prieta vista desde Huaca Cao Viejo.

Huaca Prieta es un montículo perteneciente al período precerámico, siendo su antigüedad aproximada de 12.500 a. C. Su nombre se debe a la enorme masa de ceniza y desperdicios descompuestos que le dan una coloración muy oscura al terreno. Se trata de restos culturales de agricultores sedentarios, que construían habitaciones semisubterráneas de piedra y barro, practicaban un rudimentario arte textil y utilizaban mates pirograbados, con diseños zoomorfos y antropomorfos, pero desconocían la cerámica y el cultivo del maíz.

### Huaca Cao Viejo

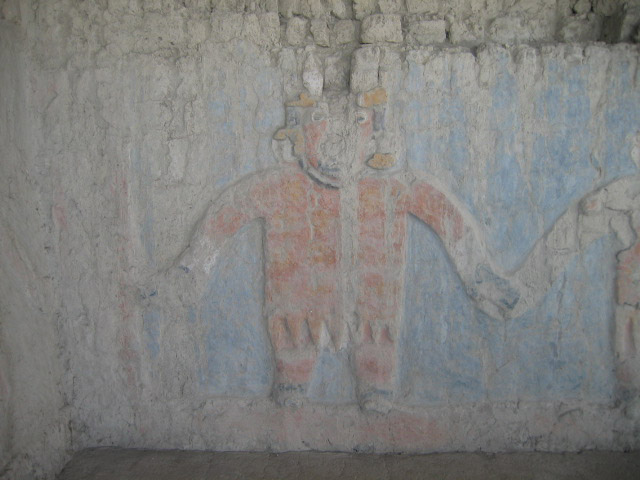
Altorrelieves de la Huaca Cao Viejo, que representan a personas asidas de las manos, que han sido interpretados como “danzantes”.

La Huaca Cao Viejo es una pirámide trunca construida a base de adobes. Pertenece a la cultura moche (entre los siglos III y VII d. C.). Está compuesta de siete edificios superpuestos, construidos sucesivamente a lo largo de cinco siglos, siguiendo el ceremonial característico de las culturas costeñas peruanas: se enterraba la edificación antigua para elevar una nueva encima. Llegó a alcanzar una altura de 30 m. Su base cuadrangular mide aproximadamente 120 m por lado. Para acceder a la cima de la pirámide, había una larga rampa ubicada a un lado del edificio. Frente al edificio se extiende una plaza ceremonial amurallada, a un lado de la cual está un anexo o plataforma larga.
Posiblemente fue un lugar de sacrificio. En las paredes de algunos sectores de la pirámide todavía se puede observar coloridos murales en alto relieve, con típica iconografía moche, en especial las imágenes de un grupo de cautivos atados con una soga al cuello, que se dirigen hacia el "decapitador". También es de destacar las representaciones de la deidad Ai apaec y las figuras de personas asidas de las manos, a los que se ha denominado como los “danzantes”. Similares diseños se aprecian también en la cerámica moche.
Fue en una de las plataformas de esta pirámide donde se descubrió una tumba que cobijaba los restos momificados de una mujer a la que se bautizó como la Señora de Cao, que posiblemente fue una gobernante moche del valle de Chicama. Se hallaba cubierta por 18 collares de oro, plata, lapislázuli, cuarzo y turquesa, treinta adornos de nariz de oro y plata, diademas y coronas de cobre dorado. En la tumba se encontraron también cetros de madera forrados de cobre, utilizados en las ceremonias como símbolos de poder y hegemonía, y diversas placas de metal sueltas que cubrían la mortaja de algodón natural. El cuerpo tiene tatuajes de diseños de serpientes y arañas, aún visibles, que representan la fertilidad de la tierra pero que también podrían indicar sus dotes como adivina.

### Huaca Cortada

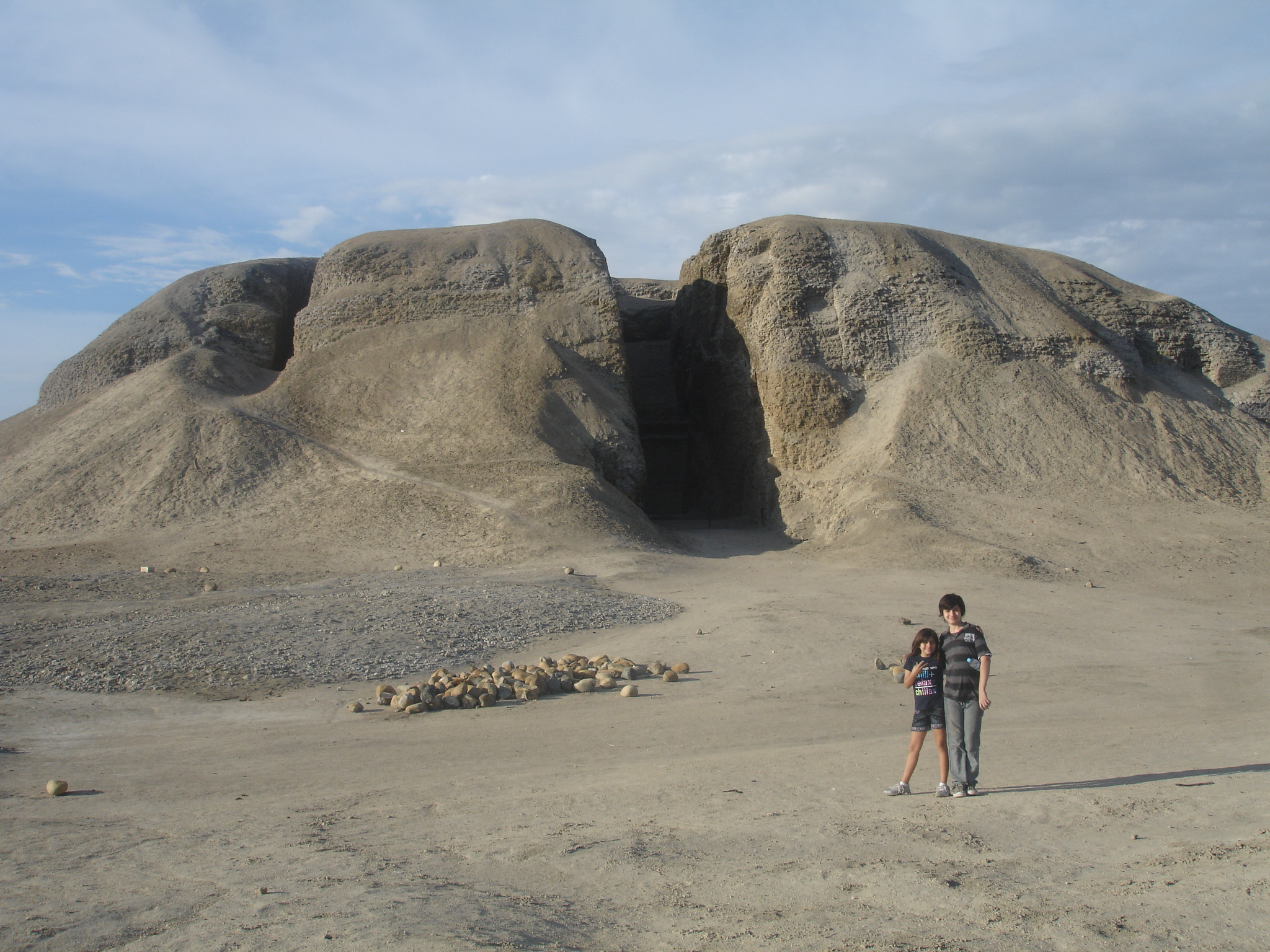
Huaca Cortada.

La Huaca Cortada, Huaca Partida o Huaca El Brujo es contemporánea con la Huaca Cao Viejo, aunque de tamaño más reducido. Mide 103 m de largo por 98 m de ancho y 22 m de altura, y ocupa un área aproximada de 10 000 m². Se halla a unos 500 m al noroeste de la Huaca Cao Viejo, con la cual forma un conjunto evidente, de acuerdo al patrón seguido por los moches en sus construcciones arquitectónicas. Su nombre se debe a que en el centro de su fachada sur tiene una enorme y profunda zanja, de 45 m de largo por 5 de ancho, que casi la divide en dos, hecha posiblemente por los huaqueros en su afán de encontrar tesoros.
Los arqueólogos han aprovechado esa gran zanja para estudiar la secuencia constructiva del monumento. También se han identificado muros con frisos decorativos, con diseños de peces, en las que se usaron los colores amarillo, rojo, blanco, gris y negro. La técnica artística es similar a la que se aplicó en la Huaca Cao Viejo.

## Museo de sitio

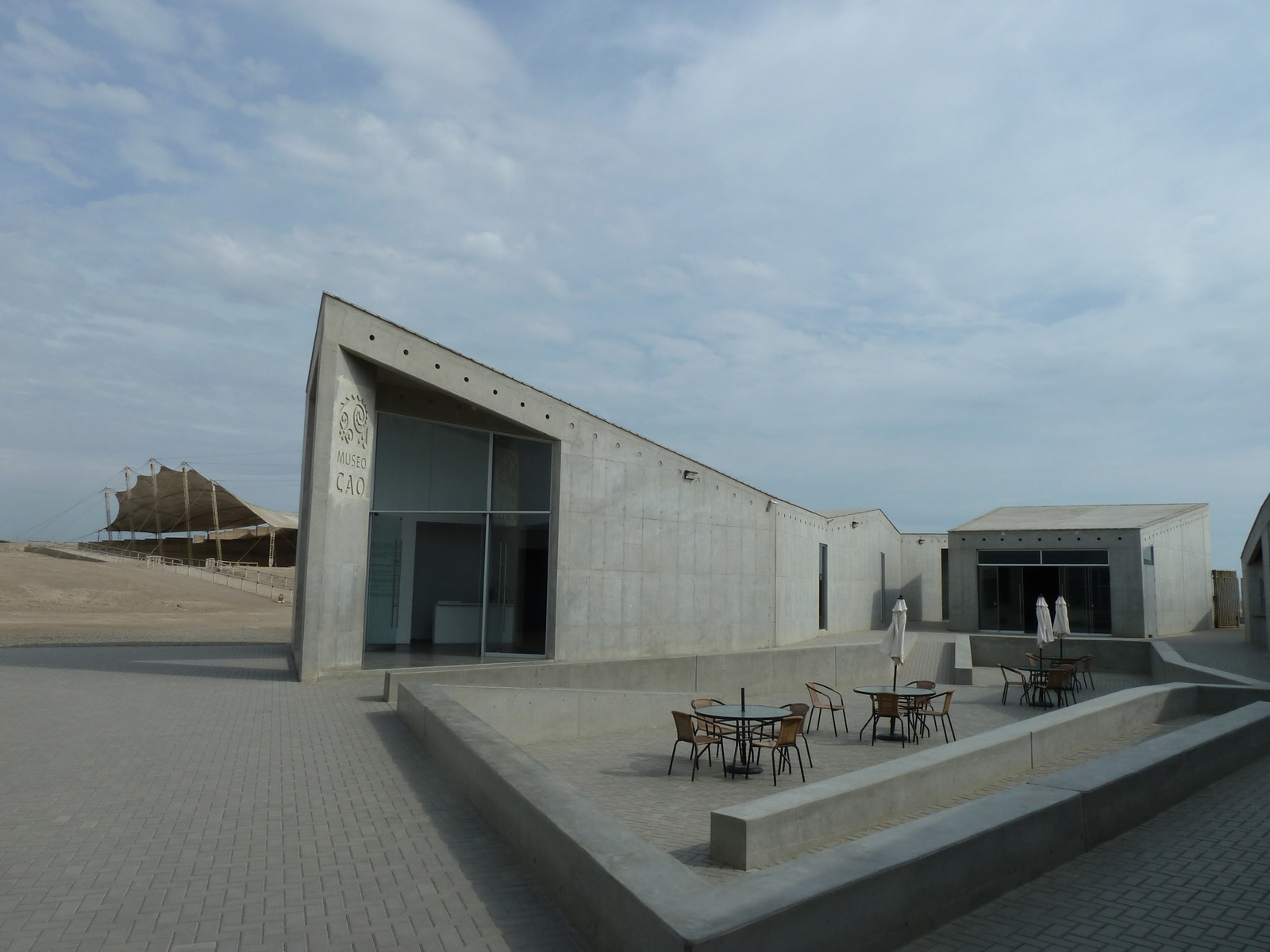
Museo Cao.

El Museo Cao, inaugurado en 2009, forma parte del complejo arqueológico El Brujo. Está formado por siete salas que recorren gran parte de la historia moche y su legado cultural. Cuenta con una sala de exposiciones, un auditorio para proyecciones, una sala de reuniones, un laboratorio y una sala de cómputo y de arqueólogos. Alberga la momia de la Señora de Cao.